# Crocidura nanilla
Crocidura nanilla är en däggdjursart som beskrevs av Thomas 1909. Crocidura nanilla ingår i släktet Crocidura och familjen näbbmöss. IUCN kategoriserar arten globalt som livskraftig. Inga underarter finns listade i Catalogue of Life.
Denna näbbmus förekommer med flera från varandra skilda populationer i Afrika. En i västra Afrika och andra i Uganda, Kenya och Tanzania. Arten lever i torra och fuktiga savanner.